# Molen Laermans
De Molen Laermans is een windmolenrestant in de tot de Vlaams-Brabantse gemeente Boutersem behorende plaats Willebringen, gelegen aan de Molenhoek 10.
Deze ronde stenen molen van het type grondzeiler fungeerde als korenmolen.

## Geschiedenis
De molen werd gebouwd in 1882 nadat in 1881 een nabijgelegen standerdmolen was omgewaaid.
In 1922 werd het wiekenkruis verwijderd en daarna werd er nog met een motor gemalen. In 1932 werd ook de kap verwijderd en kwam er een plat dak voor in de plaats. De molenromp werd ingesloten door bedrijfsgebouwen en bleef aldus onderdeel van een mengvoederbedrijf. Vanaf 2017 kwam er een handel in paardensportartikelen in de bedrijfsgebouwen.